# Interniertenpost
Interniertenpost, Interniertensendung (z niem. – poczta internowanych, przesyłka internowanych) – napisy lub pieczątki znajdujące się na korespondencji pochodzącej z niemieckich obozów dla internowanych osób cywilnych.